# Mõisaküla (Kiili)
Mõisaküla – wieś w Estonii, w prowincji Harju, w gminie Kiili.